# نفت‌چالا (شهر)
نفت‌چالا (به ترکی آذربایجانی: Neftçala) شهری در شهرستان نفت‌چالا کشور جمهوری آذربایجان است. جمعیت این شهر بر اساس سرشماری سال ۱۹۸۹ میلادی، ۱۴٫۲۴۱ نفر و بر اساس سرشماری سال ۲۰۰۸ میلادی، ۱۹٫۱۰۰ بوده‌است.